# 15 (filme)
15 é um filme de comédia dramática produzido na Singapura e lançado em 2003.